# آدامز (ماساتشوستس)
آدامز، ماساتشوستس  (بالإنجليزية: Adams, Massachusetts)‏ هي بلدة تقع في مقاطعة بيركشاير (ماساتشوستس) بولاية ماساتشوستس في الولايات المتحدة. تأسست عام 1762، تبلغ مساحتها 59.5 (كم²)، وترتفع عن سطح البحر 244 م، بلغ عدد سكانها 8485 نسمة في عام تعداد الولايات المتحدة 2010 حسب إحصاء مكتب تعداد الولايات المتحدة وتصل الكثافة السكانية فيها 143.1 نسمة/كم2.

## أعلام
- سوزان أنتوني
- ديف ميرفي
- لونا كوهين
- دانيال ريد أنتوني

## وصلات خارجية
- www.town.adams.ma.us